# Euryphlepsia stylifera
Euryphlepsia stylifera är en insektsart som beskrevs av Van Stalle 1985. Euryphlepsia stylifera ingår i släktet Euryphlepsia och familjen kilstritar. Inga underarter finns listade i Catalogue of Life.